# Robert Yannes
Robert ”Bob” Yannes, född 1957, är en amerikansk ingenjör. Han började sin karriär som designer av integrerade kretsar hos det amerikanska företaget Commodore. Robert Yannes var bl.a. ansvarig för utvecklandet av en ljudkrets som kallas SID. Robert Yannes är även en av dem som var ansvarig för konstruerandet av själva datorn Commodore 64, som använder sig av denna ljudkrets. Yannes är även en av grundarna av synthföretaget Ensoniq. 